# Ramón Martínez López (futbolista)
Ramón Martínez López (Asunción, Paraguay, 4 de enero de 1996) es un futbolista paraguayo. Juega de centrocampista y su equipo actual es el Paysandu de la Campeonato Brasileño de Serie B. Es internacional absoluto con la selección de Paraguay desde 2019.

## Selección nacional
Debutó con la selección de Paraguay el 5 de septiembre de 2019 en un amistoso contra Japón.

## Estadísticas
Actualizado al último partido disputado el 9 de febrero de 2020.
| Club Guaraní Paraguay                                                                                |               |               |    |   |   |   |   |   |   |    |    |   |
| 1.ª                                                                                                  | 2015          | 8             | 0  | - | - | - | - | 0 | 0 | 8  | 0  |   |
| 1.ª                                                                                                  | 2016          | 6             | 0  | - | - | - | - | - | - | 6  | 0  |   |
| 1.ª                                                                                                  | 2017          | 3             | 0  | - | - | - | - | 2 | 0 | 5  | 0  |   |
| 1.ª                                                                                                  | 2018          | 21            | 2  | - | - | - | - | 1 | 0 | 22 | 2  |   |
| 1.ª                                                                                                  | 2019          | 19            | 4  | - | - | - | - | 2 | 0 | 21 | 4  |   |
| Total club                                                                                           | Total club    | 57            | 6  | 0 | 0 | 0 | 0 | 5 | 0 | 62 | 6  |   |
| Atlético Mineiro · Brasil                                                                            |               |               |    |   |   |   |   |   |   |    |    |   |
| 1.ª                                                                                                  | 2019          | 11            | 0  | - | - | 0 | 0 | - | - | 11 | 0  |   |
| 1.ª                                                                                                  | 2020          | 0             | 0  | 3 | 0 | 0 | 0 | 0 | 0 | 3  | 0  |   |
| Total club                                                                                           | Total club    | 11            | 0  | 3 | 0 | 0 | 0 | 0 | 0 | 14 | 0  |   |
| Total carrera                                                                                        | Total carrera | Total carrera | 68 | 6 | 3 | 0 | 0 | 0 | 5 | 0  | 76 | 0 |
| (1) Incluye datos de la Copa Brasil (2) Incluye datos de la Copa Libertadores y la Copa Sudamericana |               |               |    |   |   |   |   |   |   |    |    |   |

## Palmarés

### Títulos nacionales
| Título          | Club         | País     | Año  |
| --------------- | ------------ | -------- | ---- |
| Torneo Clausura | Club Guaraní | Paraguay | 2016 |
| Copa Paraguay   | Club Guaraní | Paraguay | 2018 |

### Campeonatos regionales
| Título             | Equipo           | Región       | Año  |
| ------------------ | ---------------- | ------------ | ---- |
| Campeonato Mineiro | Atlético Mineiro | Minas Gerais | 2020 |
| Copa Verde         | Paysandu SC      | Región Norte | 2025 |